# Histoire de la prostitution en France
L’histoire de la prostitution en France présente des similitudes avec l'histoire de la prostitution dans d'autres pays d'Europe, à savoir une succession de périodes de tolérance et de répression, avec toutefois des particularités telles qu'une relativement longue période de tolérance des lupanars.

## Moyen Âge

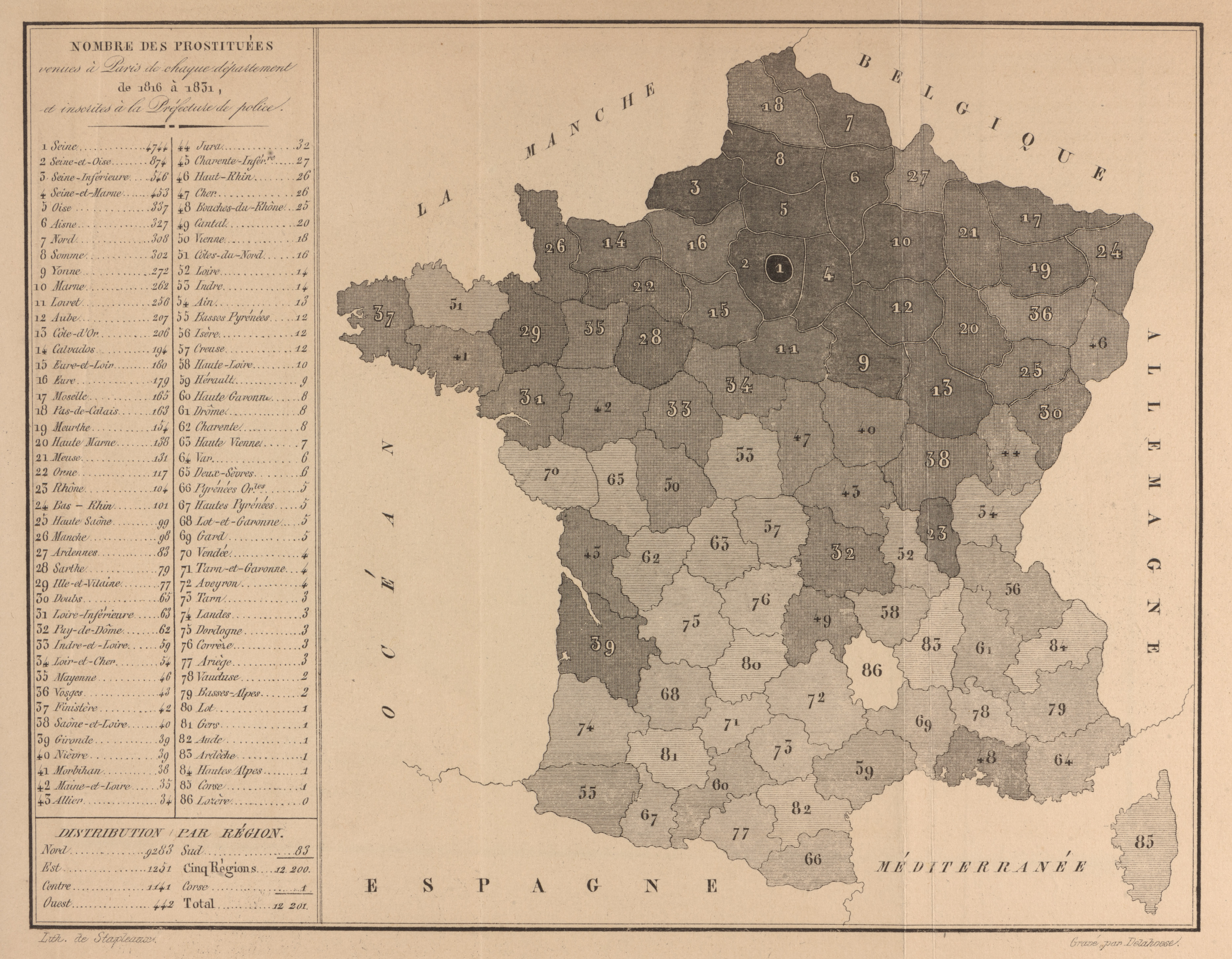
Carte de France de l'origine des prostituées à Paris, publiée par Alexandre Parent du Châtelet en 1836 dans un ouvrage intitulé De la Prostitution dans la ville de Paris, considérée sous le rapport de l’hygiène publique, de la morale et de l’administration.

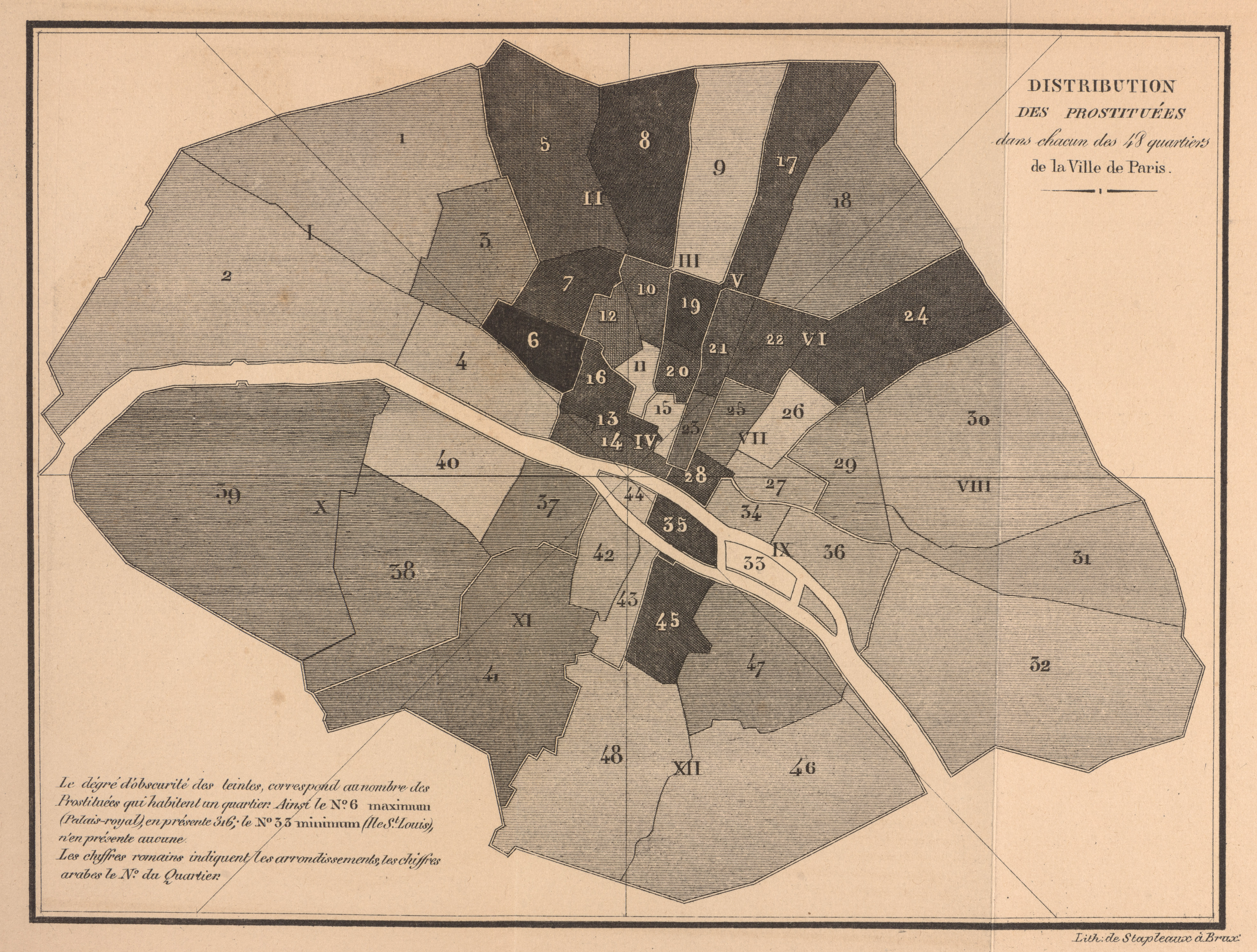
Carte des prostituées à Paris, publiée par Alexandre Parent du Châtelet dans son ouvrage De la Prostitution dans la ville de Paris, considérée sous le rapport de l’hygiène publique, de la morale et de l’administration (1836).

### Tolérance générale
Au Moyen Âge, les autorités, que ce soit les municipalités, les seigneurs ou les rois, organisent ou encadrent une prostitution qui s'institutionnalise au XIVe siècle, en construisant et entretenant des établissements tenus par des bourgeois ou des ecclésiastiques (notamment des abbesses aux XIVe et XVe siècles) qui payent un bail aux autorités. Alors que leurs volets sont clos, ces bordels publics sont signalés par une lanterne rouge que vient allumer le tenancier de la maison pendant les heures d'ouverture.
De manière générale, les prostituées ne sont pas marginalisées, mais intégrées dans une société où elles ont leur rôle à jouer. Dans les fabliaux, parfois égrillards, du Moyen Âge, les prostituées se font complices d'autres femmes et les aident à se venger des prétendus séducteurs. La cathédrale de Chartres a d'ailleurs un vitrail (Vitrail de la Parabole du Fils prodigue) qui a été offert par les prostituées, de la même façon que d'autres vitraux ont été offerts par d'autres corporations,.
Dans ce cadre, les réglementations existantes sont souvent municipales, et se bornent à encadrer l'activité :
- liberté d'activité dans certaines rues ou quartiers ;
- restrictions aux libertés des prostituées (déplacements, fréquentations) ;
- vêtements obligatoires afin de distinguer les prostituées des autres femmes (ceinture dorée) ;
- jours et heures d'activité obligatoires des maisons (de 10 heures à 18 ou 20 heures à Paris du lundi au samedi[5], fermeture durant la messe dominicale et la semaine sainte).

En marge de cette prostitution publique légale, existent des établissements privés moins surveillés (étuves prostibulaires, hôtels et tavernes, bordelages) et une prostitution libérale avec des femmes qui travaillent dans la rue ou vont d’hôtel en hôtel.
Sous Philippe-Auguste, une milice irrégulière, les Ribauds, est instituée vers 1189, à qui on confie la police des filles publiques à Paris. À sa tête, le roi des ribauds régnait sur la prostitution parisienne.
Louis IX essaie dans un premier temps d'interdire la prostitution par une ordonnance de décembre 1254. Pour ce faire, le décret royal prévoit de punir les femmes prostituées et les proxénètes. Face à l'impossibilité d'appliquer ce décret, une seconde ordonnance de 1256 va faire jurisprudence en Europe pour réglementer la prostitution: les "ribaudes" sont reléguées hors des murs de la cité et loin des cimetières, des églises, des lieux saints et des lieux de rassemblement.

### Répression occasionnelle
Cette tolérance générale connait des exceptions : ainsi, Louis IX, au retour de la septième croisade, veut rendre la vie du royaume conforme à la religion et prononce, par une ordonnance royale de 1254, l'expulsion des femmes publiques du royaume. Les prostituées entrent alors en clandestinité, mais le roi subit une forte pression pour rétablir la situation antérieure et l'ordonnance est révoquée deux ans plus tard. En 1269, saint Louis, qui s'apprête à embarquer pour la huitième croisade, demande à nouveau d'extirper le mal du royaume. À nouveau, la clandestinité des prostituées et le désordre créé font fléchir le roi qui fait ouvrir des centres de reclassement pour les femmes publiques à Paris. Le pragmatisme fait d'ailleurs que les filles publiques sont non seulement admises, mais subsidiées pendant la huitième croisade : 13 000 prostituées sont rémunérées par le roi pour suivre la croisade[réf. nécessaire].

## Ancien régime

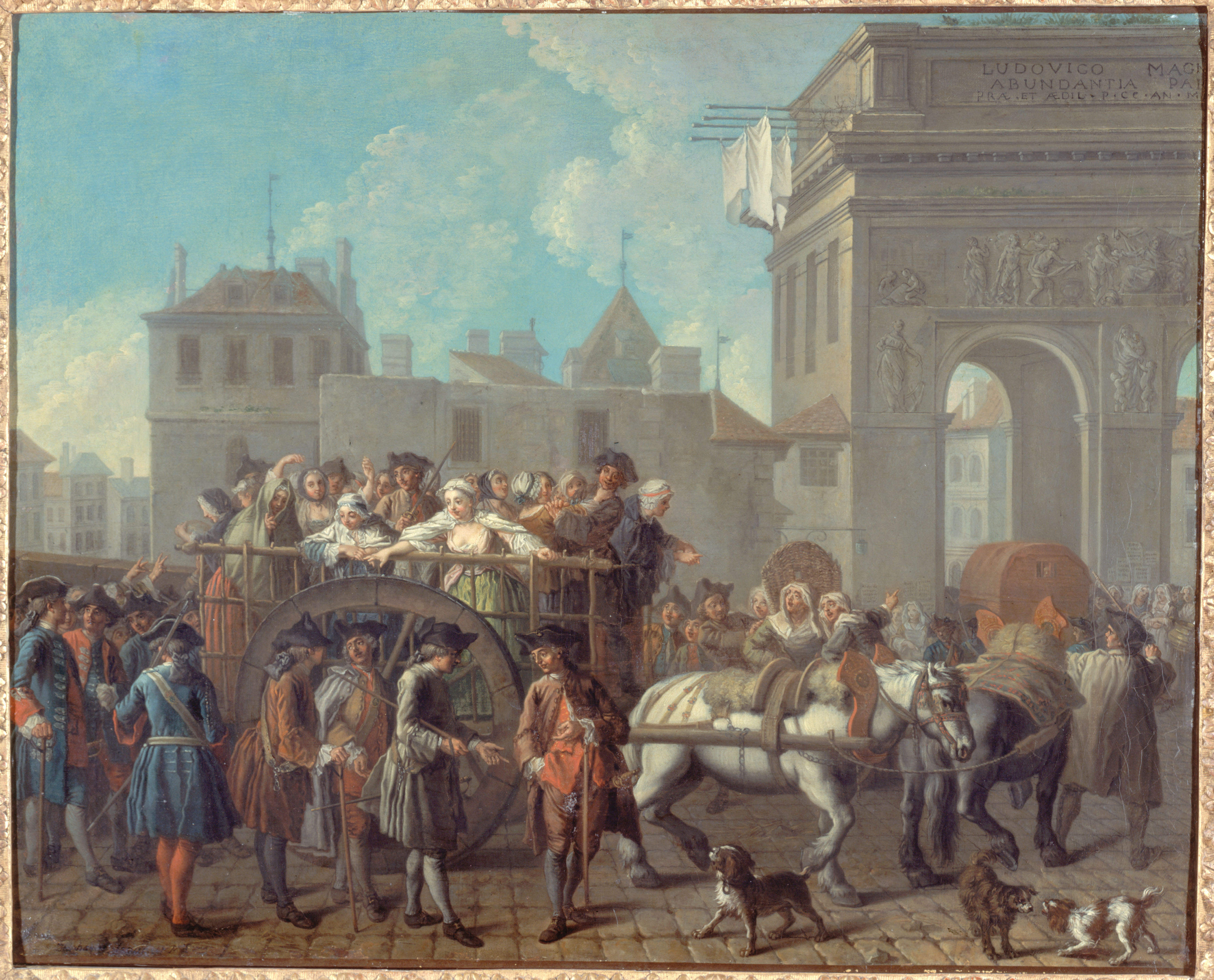
Étienne Jeaurat, Le transport des filles de joie de l'Hôpital, 1755, musée Carnavalet.

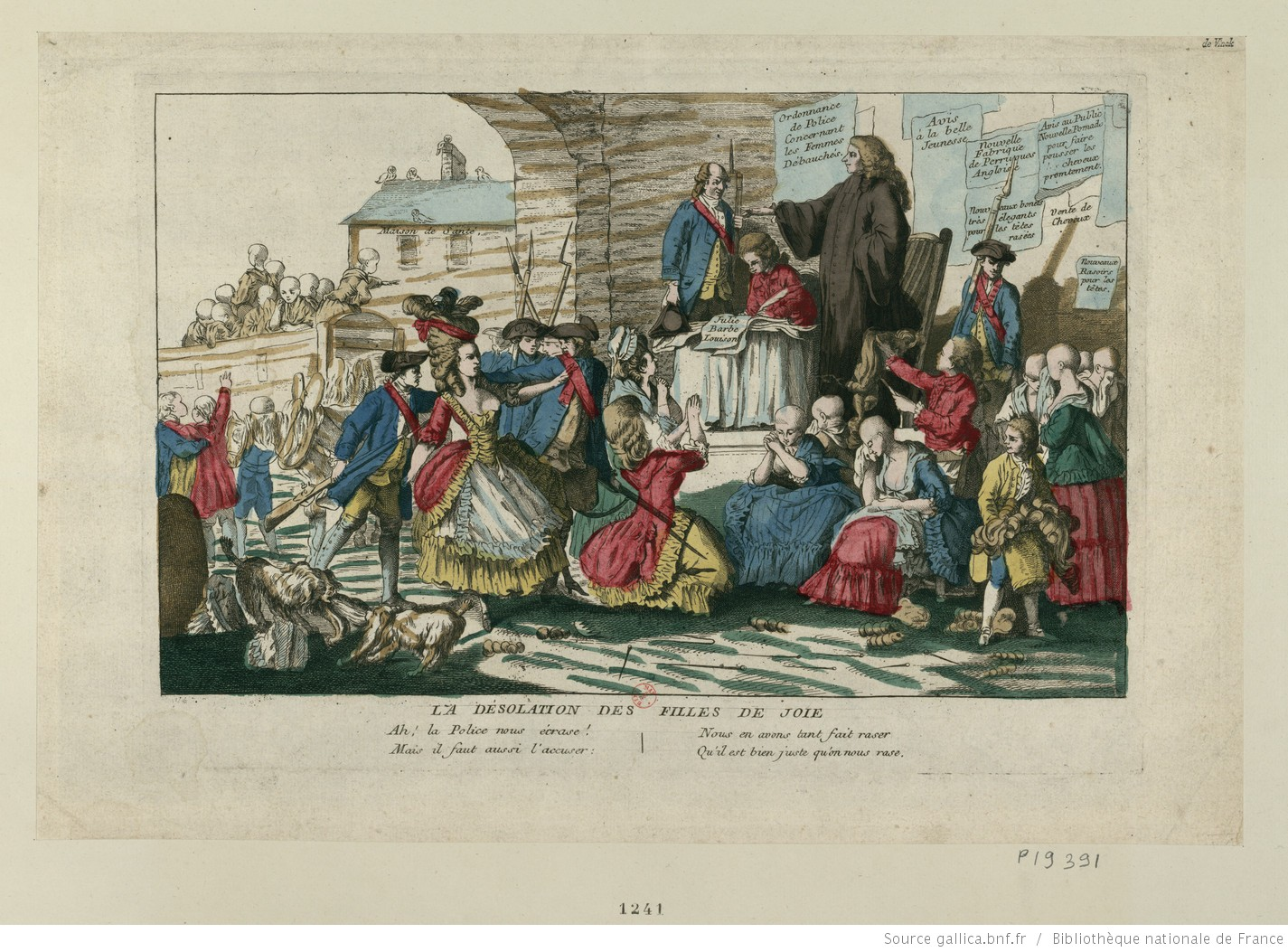
Filles de joie arrêtées et tondues à la suite de l'ordonnance de police de 1778, estampe de Jean-Baptiste Huet.

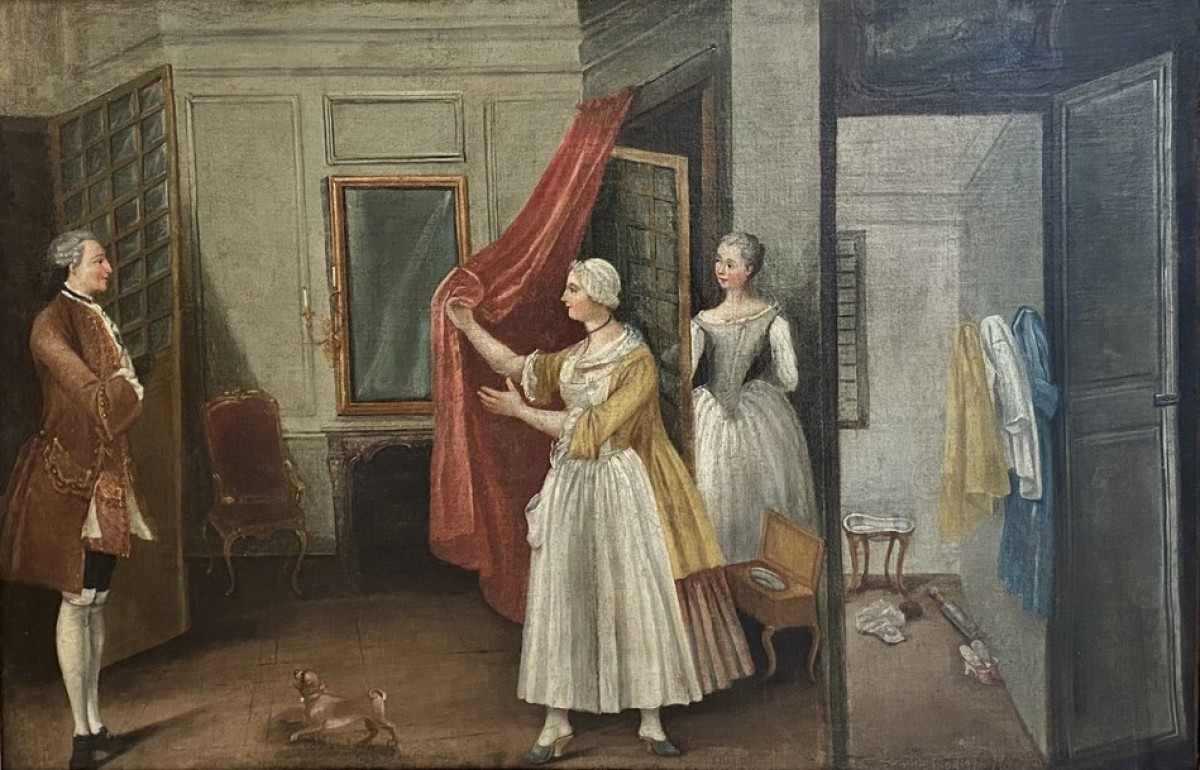
Scène de bordel, France, XVIII : dans un salon de réception, une maquerelle, accompagnée d'une jeune prostituée, viennent accueillir un client

La période de tolérance se poursuivra jusqu'au XVe siècle, mais le XVIe siècle verra le retour à la rigueur. Parmi les facteurs qui peuvent expliquer ce changement, on peut noter l'apparition de la syphilis à la fin du XVe siècle et la Réforme à laquelle les villes catholiques répondent par le retour à une morale plus rigoureuse.
Dès 1561, l'ordonnance d'Orléans fait de la prostitution une activité illicite et un nouvel ordre moral déferle sur la France : les étuves et autres bains sont fermés, les maisons publiques deviennent privées, l'activité des prostituées est de plus en plus encadrée, l’emprisonnement ou le bannissement frappent celles qui ne respectent pas les nouveaux interdits.
Même si beaucoup de ces mesures sont assez vite oubliées ou pas du tout appliquées et si le nombre de prostituées ne diminue pas, il y a des nouveautés. Ainsi, en 1658, Louis XIV ordonne d’emprisonner à la Salpêtrière toutes les femmes coupables de prostitution, fornication ou adultère, jusqu’à ce que les prêtres ou les religieuses responsables estiment qu’elles se sont repenties et ont changé. C'est aussi Louis XIV qui crée, en 1667, la fonction de Lieutenant général de police qui sera notamment chargé de la surveillance des mœurs et des filles publiques et qui, par ordonnance du Roi en date du 31 octobre 1684, ordonne que celles qui se trouveront à moins de deux lieues de Versailles ou en compagnie de soldats auront le nez et les oreilles coupés. Les mœurs des filles doivent être corrigées par le travail et la piété.
La police a alors tout pouvoir pour réprimer indistinctement la débauche, la prostitution, le libertinage, l'adultère, mais en 1708 et 1713 (ordonnance du 26 juillet 1713 sur « les femmes débauchées » qui consacre le délit de prostitution), les conditions de la répression se formalisent quelque peu (Louis XIV étant à la fin influencé par le parti dévot et mettant un terme à sa vie de libertinage) : les dénonciateurs doivent signer leur dénonciation, et une distinction est faite entre la débauche publique d'une part (punie d'amende ou d'injonction de quitter les lieux) et les faits de prostitution d'autre part (bannissement ou emprisonnement). Cette distinction n'aura que peu d'effet : les filles restent soumises au pouvoir absolu du lieutenant de police.
La mort de Louis XIV interrompt la répression : avec Louis XV, la licence revient en force à la Cour et la police des mœurs se borne à encadrer les bordels et surtout, à transformer les tenanciers et maquerelles en auxiliaires de police. L'avènement de Louis XVI signe le retour de la répression : le 6 novembre 1778, une ordonnance du lieutenant de police Lenoir interdit le racolage sous toutes ses formes et la répression s'abat à nouveau sur les filles. Tous les mois, trois ou quatre cents femmes sont arrêtées à Paris. Celles qui peuvent acheter leur liberté en réchappent, les autres sont mises à l'hôpital ou en prison.
À la différence de la monarchie d’Ancien Régime, les révolutionnaires évacuent la prostitution du domaine de la Loi, en se refusant à faire de celle-ci matière à législation. En rupture avec la prolifération des ordonnances royales d’Ancien Régime et leur approche prohibitionniste, les Constituants instaurent, par leur silence dans les principaux codes de loi en 1791, la tolérance de cette activité. Seule la surveillance des lieux de prostitution est prescrite par le Code de police et le proxénétisme des mineurs est réprimé par le Code pénal au nom de l’atteinte aux bonnes mœurs, catégorie juridique créée par les révolutionnaires : l’exercice de la prostitution lui est libre.
Au tournant du siècle, les autorités évaluent à 30 000 les simples prostituées de Paris et à 10 000 les prostituées de luxe. Pour mesurer l'ampleur du phénomène, la plupart des historiens contemporains soulignent que si la proportion de prostituées était la même aujourd'hui (environ 13 % des femmes), on aurait pour Paris intra-muros une population de plus de 100 000 prostituées. Des sortes de guides roses destinés au grand public comme l’Almanach des demoiselles de Paris, de tout genre et de toutes les classes sont publiés.

## Époque contemporaine

### La tolérance officielle
Dépénalisée sous la Révolution française, la prostitution n'est pas pour autant reconnue et acceptée par la société française. A Paris, au nom de la conservation de l'ordre public, la police continue d'arrêter les femmes se prostituant sur la voie publique. Par un arrêté du 4 octobre 1793, la Commune fait du "raccrochage" dans l'espace public un délit contre les bonnes moeurs et instaure le principe du contrôle sanitaire des prostituées. En 1796, une tentative du Directoire de lutter contre la prostitution en faisant un délit échoue devant la difficulté de définir la prostitution. Le député Joseph Vincent Dumolard, député modéré, explique alors que "Ce n’est pas aux législateurs d’un grand peuple qu’on doit présenter des règlements de moines. Les abus dénoncés (…) ne sont que trop vrais, les désordres ne sont que trop réels, mais peut-être sont-ils inséparables de l’existence d’une commune telle que celle que nous habitons ». A l'issue de cet échec, le Bureau central du canton de Paris, ancêtre de la Préfecture de police, inaugure le principe de l'enregistrement et du recensement des prostituées dans la capitale.

C'est le Consulat (1799-1804) qui fait le choix de la tolérance et ouvre la voie à l’organisation des maisons de tolérance.

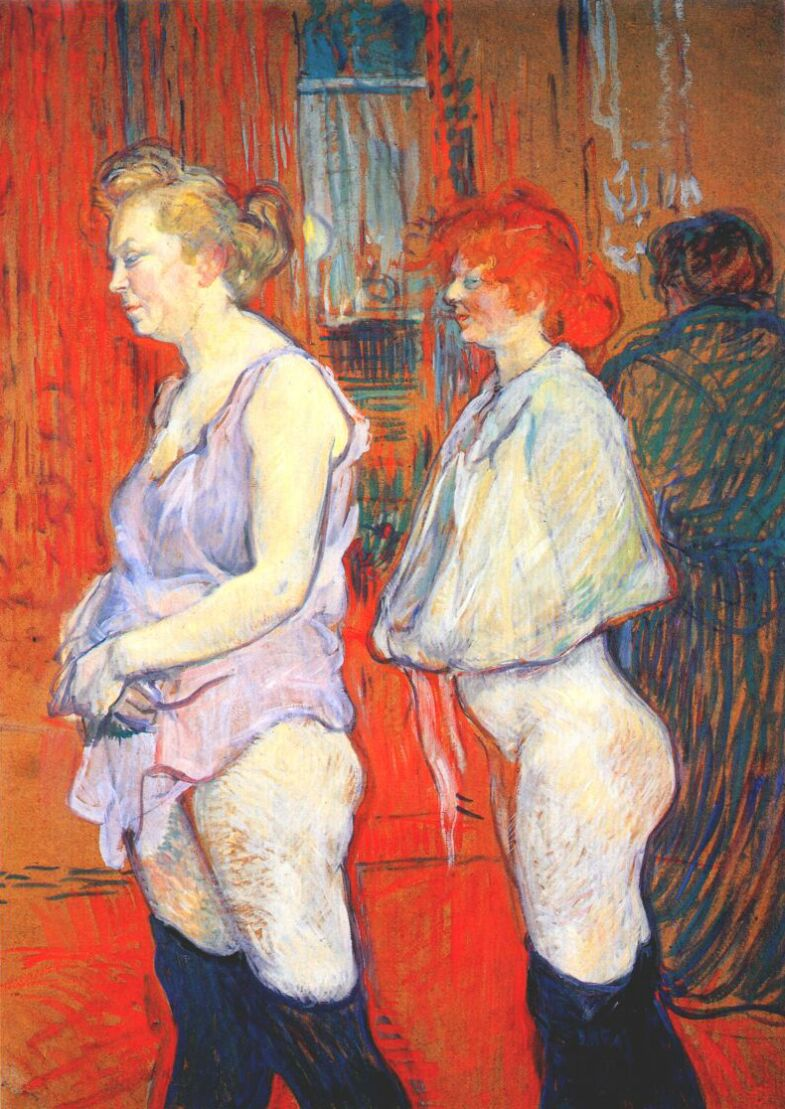
La visite médicale, Toulouse-Lautrec, vers 1894.

L'arrêté du 3 mars 1802 légifère sur la visite sanitaire obligatoire des filles publiques pour endiguer l'épidémie de syphilis de l'époque. Sur ordre de Napoléon, le 12 octobre 1804, le préfet de police de Paris Dubois prescrit l'organisation officielle des maisons dites de plaisirs. L'année 1804 voit ainsi la légalisation de la tolérance et de la maison close. Les filles et les maisons sont contrôlées par la Brigade des mœurs.
Les filles doivent s'inscrire à la préfecture, puis, ensuite, peuvent s'inscrire dans une maison. Chaque fille doit passer une visite médicale par mois, visite perçue comme plus dégradante qu'une passe avec le client et abhorrée par les prostituées.
En avril 1831, 3 131 filles sont inscrites à la préfecture de Paris
Les filles de rue sont alors dites « en carte » et celles des maisons closes sont dites « à numéro ». Les prostituées qui sont reconnues par l'État sont dites « soumises » par opposition aux clandestines, les « insoumises » qui sont punies. Cette réglementation dure jusqu'à la fermeture des  maisons closes en 1946 par la loi « Marthe Richard » : le racolage est interdit, les filles sont confinées aux maisons inscrites. C'est à cette époque qu'Alexandre Parent du Châtelet publie « De la prostitution dans la ville de Paris », dans lequel il constate la misère des prostituées, qu'il estime à 10 000 à Paris, et notamment le mauvais fonctionnement du contrôle médical.

Henri de Toulouse-Lautrec, Salon de la rue des Moulins, 1894, musée Toulouse-Lautrec.

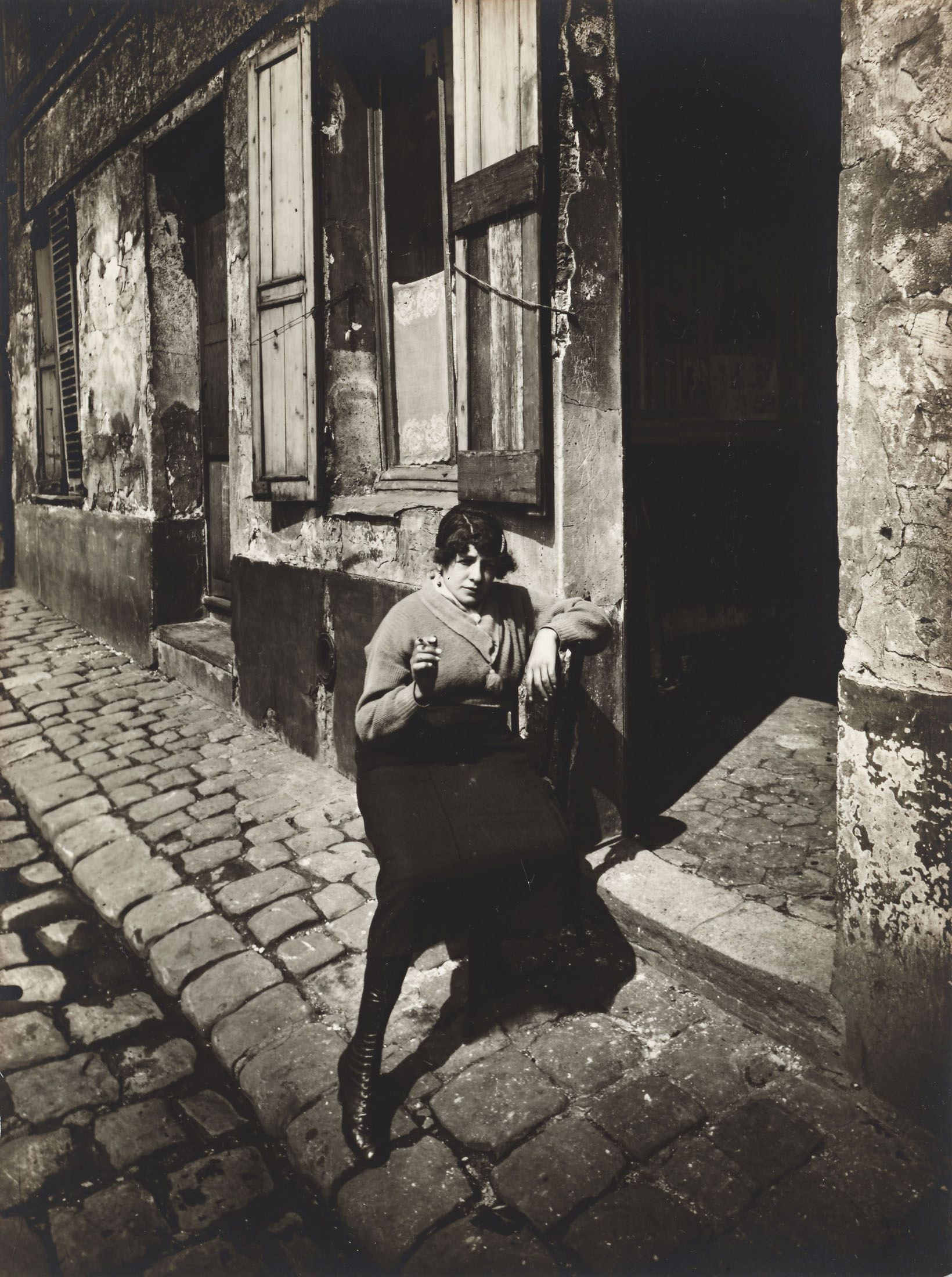
Paris, quartier de la Villette, « fille publique faisant le quart » ; photographie d'Eugène Atget, 1921.

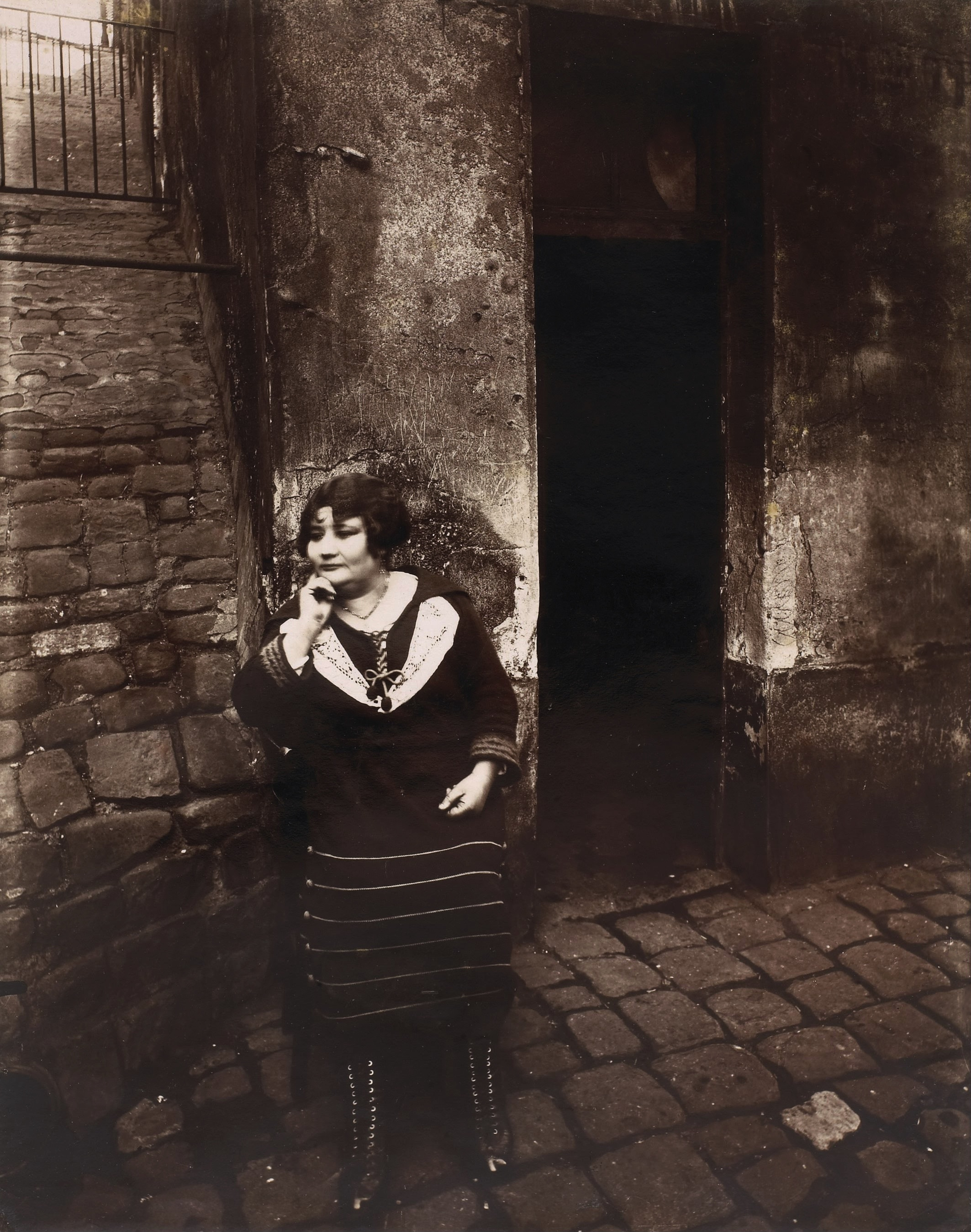
Paris, quartier de la Villette, « fille publique faisant le quart » ; photographie d'Eugène Atget, 1921.

La IIIe République est l'âge d'or des maisons closes qui font partie intégrante de la vie sociale. L'État, et notamment le fisc profitait de ce commerce en prélevant  50 à 60 pour cent sur les bénéfices. C'est l'époque des maisons célèbres, comme Le Chabanais ou Le Sphinx, dont la réputation traverse les frontières, et où des vedettes se font voir. À Paris on recense au milieu du siècle environ 200 établissements officiels, sous le contrôle de la police et des médecins, mais seulement une soixantaine à la fin, par suite de la multiplication des bordels clandestins qui comptent alors 15 000 prostituées. En 1871, l'écrivain Maxime Du Camp estime que Paris compte 120 000 prostituées clandestines ; le docteur Louis Reuss, lui, propose le chiffre de 100 000 en 1889. 
La prostituée, quant à elle, est réduite à un statut de sous-citoyenne soumise à des règlements dont l'application est laissée quasiment à l'appréciation discrétionnaire de fonctionnaires de police corrompus. C'est l'époque où une série de scandales aboutiront à la dissolution de la police des mœurs (en 1881. Elle renaitra en 1901). En 1911, le préfet de police Lépine autorise des « maisons de rendez-vous » où les prostituées ne vivent pas, mais où elles viennent seulement pour travailler. À côté de ces maisons existent des brasseries qui sont des cafés à serveuses « montantes » : 115 à Paris dans les mêmes années. Sans compter les parfumeries, ou les instituts de bains et de massage. La police estime à 40 000 clients par jour la fréquentation des diverses maisons, ce qui équivaudrait à dire que le quart des hommes parisiens avait des relations avec les prostituées.
Charles Virmaître s'intéresse plus particulièrement à Paris, à ses mœurs sexuelles, à la prostitution, aux maisons closes, et à leurs diverses réglementations et pénalisations. De nombreux ouvrages portent sur ces thèmes : Les virtuoses du trottoir (1868), Les maisons comiques ; détails intimes et inédits de la vie de célébrités artistiques (1868), Paris-police (1886), Paris impur (1889), Paris-galant (1890), Paris cocu (1890),  Paris documentaire : Trottoirs et lupanars (1893).
La maison close traditionnelle, héritée de la maison de tolérance du XIXe siècle, connaît deux évolutions majeures à partir des années 1920. Elle tend d'une part à se transformer en maison de rendez-vous, soumise à une réglementation différente, d'autre part à s'accorder aux prescriptions d'un hygiénisme de plus en plus influent.

### Apparition du mouvement abolitionniste en France
Le mouvement abolitionniste, né de l'opposition à la réglementation "à la française" au Royaume-Uni, s'était développé en France dès la fin du XIXe siècle, notamment du fait de campagne d'opinion initiée par Joséphine Butler. La section française de la fédération abolitionniste internationale est fondée en 1926 sous le nom de Union contre le trafic des êtres humains par la féministe Marcelle Legrand-Falco. Déjà en 1912, la France approuvait la Convention internationale relative à la répression de la traite des blanches qui avait été une des concrétisations au niveau international du mouvement abolitionniste. En 1925, les maisons closes étaient fermées par le préfet du Bas-Rhin.

### Le contexte de la guerre
Pendant l'occupation, la Wehrmacht encourage et organise un système de prostitution afin d'éviter les problèmes engendrés par des rapports avec des femmes colportant des maladies vénériennes ou les abus. Les bordels sont contrôlés et classés, certains réservés aux officiers et la Gestapo et d'autres pour les soldats. Les soldats ainsi que les prostituées sont soumis à un suivi régulier afin de prévenir tout problème.
À la libération, les soldats américains encouragés par la propagande de l'armée américaine, notamment via son journal Stars and Stripes, vont se livrer à une débauche incontrôlable, la libération militaire s'accompagnant d'une conquête sexuelle par les héros américains qui pouvaient voir dans la possession des Françaises le prix du danger qu’ils avaient bravé. Pour le soldat américain, la France "est un gigantesque bordel dans lequel vivent 40 millions d'hédonistes qui passent leur temps à manger, à boire et à faire l'amour" comme le dit Joe Weston, journaliste de Life. La propagande véhiculant largement cette image vise à encourager les recrues à s'engager dans l'armée. Persuadés que les Français sont un peuple de dépravés[réf. souhaitée], les soldats cherchent des prostituées et favoriseront ce mouvement. Le soldat prend toute Française pour une prostituée[réf. souhaitée] et pense avoir tous les droits sur elle. Dans certaines villes comme au Havre où l'armée américaine se fait livrer, les endroits publics sont remplis de soldats cherchant une relation ou la pratiquant à la vue de tous. Les Françaises contribueront elles aussi à la prostitution pour subvenir à leurs besoins, la pauvreté pousse nombre de jeunes filles à s'y livrer. La prostitution échappe à tout contrôle, les autorités françaises sont dépassées et manquent de moyens et l'armée américaine oscille entre une régulation officielle (organisant des bordels près des camps militaires, GIs suivis dans des stations prophylactiques pour limiter les maladies vénériennes) et une indifférence officieuse qui favorise la propagation des maladies vénériennes et la débauche des soldats.
Cette période difficile va conduire entre autres à l'interdiction de la prostitution, d'autant plus que les patrons des maisons closes sont accusés d'avoir collaboré avec l'occupant nazi et sont déconsidérés.

### La fin des maisons closes
Au sortir de la Seconde Guerre mondiale, l'Hexagone compte 1 500 bordels reconnus officiellement, dont 177 à Paris.
La France, qui a été le pays d'origine du réglementarisme, a proposé plusieurs fois (en 1903, en 1920, en 1930, en 1931 et en 1936) l'abolition, en vain, mais Marthe Richard profite de la mauvaise réputation des tenanciers accusés de collaboration pour relancer le processus en 1945. Avec la loi « Marthe Richard », elle adopte en 1946 un régime abolitionniste qui ferme les maisons de tolérance et prévoit la création des services de prévention et de réadaptation sociale (SPRS) dans les grandes villes françaises.
Désormais, la loi interdit les maisons closes qui disposent de six mois pour fermer, et réprime le proxénétisme. La fermeture des maisons closes est appliquée à partir du 6 novembre 1946. Bien que la loi prévoie des centres d'accueil et de reclassement pour aider les prostituées à se reconvertir, le budget n'est pas à la hauteur, si bien que 40 000 « soumises » se retrouvent dans la rue. Elles rejoignent les « insoumises » ou sont réexpédiées dans les colonies (car la loi ne touche que la métropole) ou dans les pays européens réglementaristes (Pays-Bas, Belgique) ou le reste de l'Europe pour exercer leur activité. Une minorité va travailler à l'usine ou dans des cafés. Quant aux tenanciers, ils se reconvertissent en ouvrant des hôtels de passe clandestins, « clandés » en argot (appelés maisons de rendez-vous, salons de massage, établissements de bains ou agences matrimoniales) qui se développent surtout dans les grandes villes et autour des casernes militaires américaines et françaises. Les brigades des mœurs, avec le feu vert du préfet, pratiquent tant bien que mal une tolérance forcée. Libérées de la tutelle policière, les prostituées se multiplient : en 1953, les estimations les plus basses sont de 40 000 prostituées à Paris (les plus hautes parlent de 70 000), tandis que près de 500 bordels clandestins sont en activité.
La loi Marthe Richard ne s'applique pas dans les colonies, ce qui explique pourquoi la France attendra 1960 pour signer la convention de l'ONU de 1949 "pour la répression de la traite des êtres humains et de l'exploitation de la prostitution d'autrui". En effet, les autorités coloniales jugent nécessaire de maintenir des bordels aux alentours des troupes coloniales et organisent donc cette prostitution,.
Dans la seconde moitié du XXe siècle apparaissent de nouvelles formes de prostitution auxquelles les autorités répondent tant bien que mal, s'appuyant ici sur la répression du proxénétisme, là sur l'outrage aux bonnes mœurs ou l'interdiction du racolage.
Une ordonnance de 1958 va faciliter le travail de la police et faire passer le racolage du statut de délit, difficile à réprimer, à celui de contravention.

### Loi abolitionniste du 13 avril 2016
En 2016, la France est devenue un pays abolitionniste, aussi appelé le modèle nordique ou modèle d'égalité, l'Assemblée nationale ayant voté une loi pénalisant les clients de la prostitution. Cette loi du 13 avril 2016 abroge le délit de racolage, et prévoit des mesures de protection et d'accompagnement des personnes prostituées, désormais reconnues comme étant des victimes, et non plus des délinquantes. De plus, un parcours de sortie de la prostitution et d'insertion sociale et professionnelle est offert à toute personne prostituée, pour qu'elle puisse accéder à des alternatives à la prostitution, au proxénétisme, et à la traite des êtres humains. En raison de budgets alloués en diminution, l'application de cette loi est limitée.

### La revendication d'un statut de la prostituée
En août 1973, Jacqueline Treppler crée une association de prostituées, « Les petites sœurs des cœurs », qui propose la création d'une chaîne d'Eros center, sur le modèle allemand, pour décriminaliser le métier. Elle réclame aussi un impôt sur la prostitution. Elle reçoit l'appui de "Marthe Richard, qui, renonçant à la bataille qu'elle a, pendant vingt-cinq ans, menée pour la fermeture des « maisons », a déclaré être favorable à une révision de « sa » loi".
En juin 1975, après rafles, fermetures d'hôtels, et répressions en tout genre par la police, les prostituées, qui affirment travailler sans proxénètes, se plaignent de ne plus pouvoir exercer leur métier. Le 2 juin 1975, une centaine de prostituées de Lyon occupent l'église Saint-Nizier en guise de protestation. Puis c'est au tour des églises de Montpellier, Toulouse, Cannes, et la Chapelle Saint-Bernard-de-Montparnasse à Paris le 7 juin, d'être investies par 500 prostituées qui réclament leur reconnaissance de leurs droits. Grisélidis Réal fait partie des leaders de ce mouvement qui revendique un statut pour les prostituées, la sécurité sociale, la fin de la répression policière, et s'opposent à la réouverture des maisons.

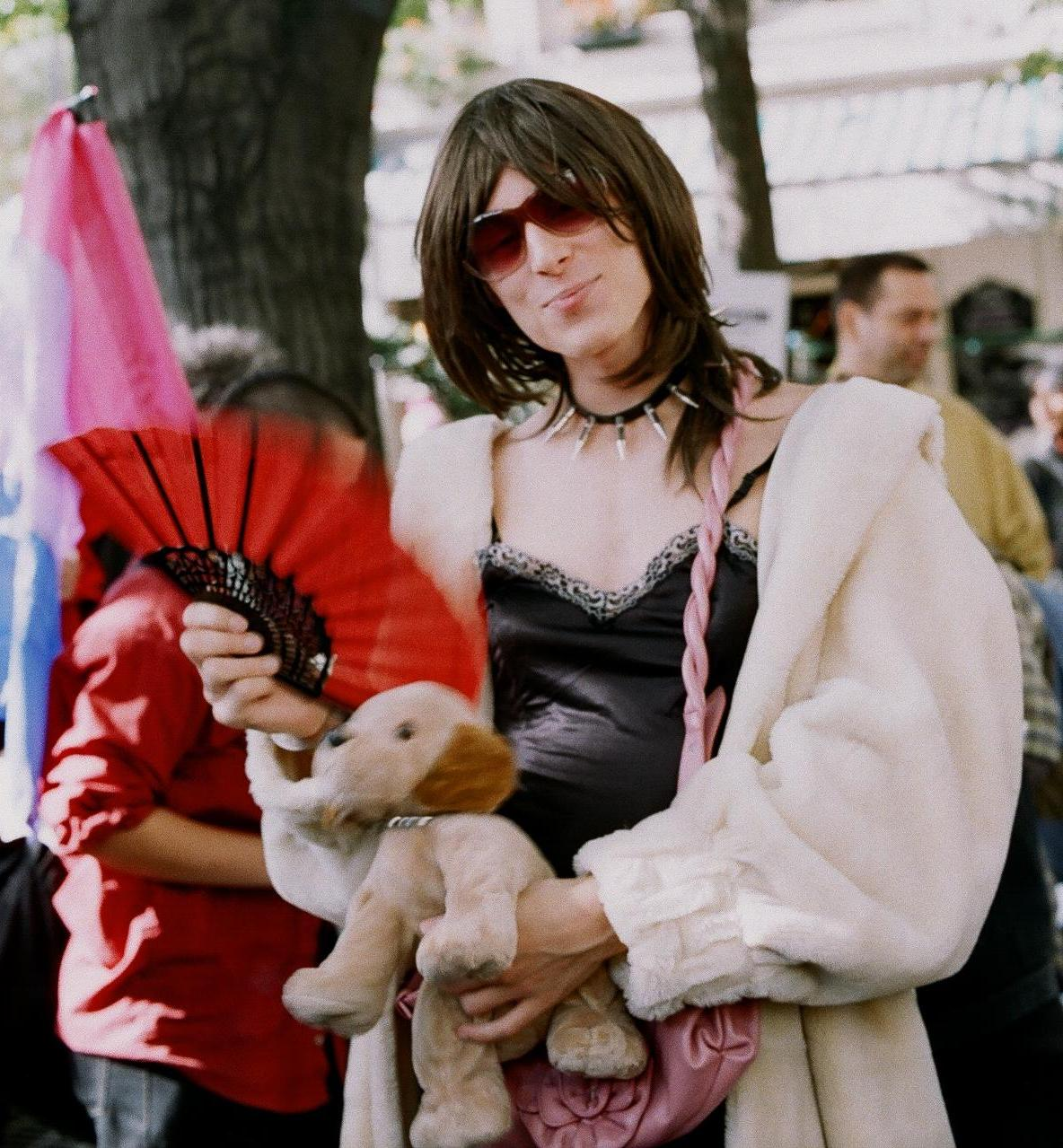
Manifestation des personnes prostituées à Paris en France, en octobre 2005.

Au XXIe siècle, la lutte contre le proxénétisme s'accroit et entraine la fermeture de beaucoup de maisons. La loi pour la sécurité intérieure dite loi Sarkozy, dont l'article 225-10-1 vise le racolage, promulguée le 19 mars 2003, provoque l'apparition d'un second mouvement de prostituées en 2002. Depuis 2006 a lieu chaque année à Paris la « Pute Pride », une marche de fierté des travailleuses du sexe.
Certaines travailleuses du sexe en France ne sont pas en faveur de législations contraignantes telles les maisons de tolérance, qui ne leur permettent pas de conserver le choix de leurs clients, pratiques, horaires, prévention, etc. Les travailleuses du sexe, réunies en Assises le 16 mars 2007, ont conclu à l'unanimité qu'elles étaient contre le salariat.
En novembre 2007, des prostituées et leurs alliés poursuivent leur contestation de la répression du racolage en se rassemblant devant le Sénat et interpellent à nouveau les parlementaires.
Le racolage dans la rue étant de plus en plus réprimé et réputé dangereux, certaines prostituées préfèrent en 2008 en France, nouer des contacts sur Internet. Une partie des prostituées françaises s'exile à l'étranger, notamment dans les zones frontalières et on relève, dans le domaine de la prostitution occasionnelle, l'apparition de l'échange de services sexuels contre un logement.
Le 20 mars 2009, à l'issue des Assises Européennes de la Prostitution qui ont eu lieu au théâtre de l‘Odéon est né le STRASS (Syndicat du TRAvail Sexuel). Dès sa création, ce syndicat a reçu l’adhésion d’au moins 200 membres et créé 5 fédérations au niveau national, ainsi qu'une représentation en Grande-Bretagne.

### Sources
- Véronique Willemin, La Mondaine, Histoire et archives de la Police des Mœurs, Hoëbeke, Paris, 2009,  (ISBN 9782-84230-359-4).
- La prostitution et la police des mœurs au XVIIIe siècle à Paris, Eliane Hensigner
- Natacha Henry, Marthe Richard, l'aventurière des maisons closes, Punctum, 2006.
- Alexandre Parent du Châtelet : De la prostitution dans la ville de Paris, , considérée sous le rapport de l'hygiène publique, de la morale et de l'administration, Paris, J.-B. Baillière, 1836 [Disponible sur Gallica].
- Charles Virmaître, Les virtuoses du trottoir, P. Lebigre-Duquesne, 1868.
- Charles Virmaître, Les maisons comiques ; détails intimes et inédits de la vie de célébrités artistiques, coécrit avec Élie Frébault, P. Lebigre-Duquesne, 1868 [Disponible sur Gallica]
- Charles Virmaître, Paris-police, E. Dentu, 1886 [Disponible sur Gallica].
- Charles Virmaître, Paris impur, illustrations de Louis Vallet, A. Dalou, 1889 [Disponible sur Gallica] Ouvrage réédité en 2015 aux éditions Abordables, fac-similé de l'édition originale (sa deuxième édition, de 1891).
- Charles Virmaître, Paris-galant, L. Genonceaux, 1890.
- Charles Virmaître, Paris cocu, L. Genonceaux, 1890 [Disponible sur Gallica].
- Charles Virmaître,  Paris documentaire : Trottoirs et lupanars, Perrot, 1893 [Disponible sur Gallica].